# سقاوه نیازآباد
سقاوه نیازآباد مربوط به سدهٔ ۸ ه.ق است و در شهرستان خواف، بخش سنگان، روستای نیازآباد واقع شده و این اثر در تاریخ ۲۴ فروردین ۱۳۸۲ با شمارهٔ ثبت ۸۲۷۰ به‌عنوان یکی از آثار ملی ایران به ثبت رسیده است.